# Richard Griffiths

Richard Griffiths (2007)

Richard Griffiths, OBE (* 31. Juli 1947 in Thornaby-on-Tees, North East England; † 28. März 2013 in Coventry, West Midlands) war ein britischer Theater-, Film- und Fernseh-Schauspieler. Seine bekannteste Rolle war die des Vernon Dursley in den Harry-Potter-Filmen.

## Leben
Als Sohn gehörloser Eltern lernte Griffiths früh die Gebärdensprache, um mit ihnen zu kommunizieren, und entwickelte ein Gespür für Dialekte, was ihm bei vielen schauspielerischen Rollen zugutekam.  Er studierte Schauspiel an der Manchester Polytechnic School of Drama.
1974 hatte Richard Griffiths seinen ersten Auftritt in einer Fernsehserie. Der übergewichtige Schauspieler spielte zwar in der Regel keine Hauptrollen, war aber in zahlreichen erfolgreichen Filmen als Nebendarsteller präsent. So verkörperte er Rollen in Die Geliebte des französischen Leutnants neben Meryl Streep und Jeremy Irons, in Tess und ihr Bodyguard neben Shirley MacLaine und Nicolas Cage oder in Sleepy Hollow neben Johnny Depp und Miranda Richardson. In der Komödie Die nackte Kanone 2½ verkörperte er in einer Doppelrolle einen Professor im Rollstuhl und seinen Doppelgänger. Seine bekannteste Rolle ist die des Vernon Dursley in den Harry-Potter-Filmen. Für die Darstellung des griesgrämigen Onkels des Zauberschülers musste Griffiths im Gegensatz zu Harry Melling, der im Film seinen Sohn Dudley Dursley spielt, keinen sogenannten Fettanzug tragen.
Als Bühnenschauspieler war Griffith an renommierten Theatern wie dem Old Vic und dem Royal Shakespeare Theatre zu sehen. In Alan Bennetts Stück The History Boys spielte Griffith den homosexuellen Lehrer Hector. Für diesen Auftritt erhielt er herausragende Kritiken und viele Auszeichnungen, darunter einen Tony Award, einen Laurence Olivier Award und den Drama Desk Award. In der Verfilmung Die History Boys – Fürs Leben lernen spielte Griffiths erneut diese Rolle und wurde für den BAFTA Award als Bester Hauptdarsteller nominiert. Bereits in dem britischen Kultfilm Withnail & I hatte Griffith 1987 einen Homosexuellen gespielt, den exzentrischen Onkel Monty, der den Kumpel seines Neffens fälschlicherweise für homosexuell hält und ihm eindeutige Avancen macht.
Am 31. Dezember 2007 wurde Griffiths von der britischen Königin Elisabeth II. zum Officer des Order of the British Empire ernannt. Er war von 1980 bis zu seinem Tod mit Heather Gibson verheiratet. Richard Griffiths starb im März 2013 im Alter von 65 Jahren an Komplikationen nach einer Herzoperation. Er war bis zuletzt als Schauspieler aktiv.

## Filmografie (Auswahl)
- 1975: It Shouldn’t Happen to a Vet
- 1978: Die Füchse (The Sweeney, Fernsehserie, 1 Folge)
- 1980: Breaking Glass
- 1980: Superman II – Allein gegen alle (Super Man II)
- 1981: Die Stunde des Siegers (Chariots of Fire)
- 1981: Die Geliebte des französischen Leutnants (The French Lieutenant’s Woman)
- 1981: Ragtime
- 1982: Britannia Hospital
- 1982: Gandhi
- 1983: Gorky Park
- 1984: Greystoke – Die Legende von Tarzan, Herr der Affen (Greystoke: The Legend of Tarzan, Lord of the Apes)
- 1984: Magere Zeiten – Der Film mit dem Schwein (A Private Function)
- 1986: Shanghai Surprise
- 1987: Withnail & I (Withnail and I)
- 1991: Die nackte Kanone 2½ (The Naked Gun 2½ – The Smell of Fear)
- 1991: King Ralph
- 1992: Irren ist mörderisch (Blame It on the Bellboy)
- 1993: Inspektor Morse, Mordkommission Oxford (Inspector Morse, Fernsehserie, 1 Folge)
- 1994: Tess und ihr Bodyguard (Guarding Tess)
- 1994–1997: Pie in the Sky (Fernsehserie, 40 Folgen)
- 1995: Funny Bones – Tödliche Scherze (Funny Bones)
- 1998: The Canterbury Tales
- 1999: Sleepy Hollow
- 1999: Hope & Glory
- 2000: Gormenghast
- 2000: Vatel
- 2001: Harry Potter und der Stein der Weisen (Harry Potter and the Philosopher’s Stone)
- 2002: Harry Potter und die Kammer des Schreckens (Harry Potter and the Chamber of Secrets)
- 2002: Dr. Flynn – Überleben ist Glückssache (tlc; Fernsehserie, sechs Folgen)
- 2004: Stage Beauty
- 2004: Harry Potter und der Gefangene von Askaban (Harry Potter and the Prisoner of Azkaban)
- 2005: Opa!
- 2005: Per Anhalter durch die Galaxis (The Hitchhiker’s Guide to the Galaxy)
- 2006: Venus
- 2006: Die History Boys – Fürs Leben lernen (The History Boys)
- 2007: Harry Potter und der Orden des Phönix (Harry Potter and the Order of the Phoenix)
- 2007: Ballet Shoes (Fernsehfilm)
- 2008: Bedtime Stories
- 2010: Harry Potter und die Heiligtümer des Todes: Teil 1 (Harry Potter and the Deathly Hallows: Part 1)
- 2011: Pirates of the Caribbean – Fremde Gezeiten (Pirates Of The Caribbean – On Stranger Tides)
- 2011: Episodes (Fernsehserie, eine Folge)
- 2011: Hugo Cabret (Hugo)
- 2012: Private Peaceful – Mein Bruder Charlie (Private Peaceful)
- 2013: Alles eine Frage der Zeit (About Time)

## Auszeichnungen
- 2004: Evening Standard Award:[10] Bester Schauspieler (in The History Boys)[11]
- 2005: Laurence Olivier Award: Bester Schauspieler (in The History Boys)[12]
- 2005–2006: Theatre World Award (für Rolle im Theaterstück The History Boys)[13]
- 2006: Drama Desk Award:[14] Outstanding Actor in a Play (Herausragender Schauspieler in einem Theaterstück (The History Boys))[15]
- 2006: Tony Award: Bester Hauptdarsteller (in The History Boys)